# 칠지수
"칠지수"(七指手: For The Motherland)는 한국에서 제작된 남기남 감독의 1981년 영화이다. 왕호 등이 주연으로 출연하였고 한상훈 등이 제작에 참여하였다.

## 출연

### 주연
- 왕호
- 한지하
- 김국현
- 상춘전

## 기타
- 조명: 박창호
- 녹음: 김성찬